# Saint-Julien-Mont-Denis
Saint-Julien-Mont-Denis är en kommun i departementet Savoie i regionen Auvergne-Rhône-Alpes i sydöstra Frankrike. Kommunen ligger i kantonen Saint-Jean-de-Maurienne som tillhör arrondissementet Saint-Jean-de-Maurienne. År 2022 hade Saint-Julien-Mont-Denis 1 510 invånare.

## Befolkningsutveckling
Antalet invånare i kommunen Saint-Julien-Mont-Denis
| Referens: INSEE |